# 青山繁
青山 繁（あおやま しげる、1969年4月27日 - ）は、日本の元男子バレーボール選手。元全日本代表。

## 来歴
愛知県名古屋市出身。中京高等学校及び法政大学出身。経営学士。富士フイルムバレー部に入部。1992年バルセロナオリンピックに全日本代表として出場、長きにわたり世界選手権・ワールドカップといった国際舞台で活躍した。
2002年に富士フイルム・プラネッツが廃部になると、東レアローズに移籍し、活躍の幅を広げた。攻撃面では巧みにブロックアウトを狙ったスパイクや、時間差攻撃のタイミングのうまさなど、器用な技を得意とし、サーブレシーブの安定感の高さからレシーバーやリベロもこなした。
2006年の第55回黒鷲旗全日本選手権大会を最後に現役を引退した。引退後、東レのチームスタッフを務めた。
2007年、Vリーグ40回大会記念特別表彰において、Vリーグ栄誉賞・Vリーグ日本記録賞を受賞した。
2009年、中京大学の職員となり、バレーボール部のコーチを務める。 2010年、監督に就任。
2011年11月には、ワールドカップ男子大会のCS中継で、解説者を務めた。
2012年10月、VチャレンジリーグジェイテクトSTINGSのチームアドバイザー兼コーチに就任。2016年まで務めた。

## 球歴
- 全日本としての主な国際大会出場歴
  - オリンピック - 1992年
  - 世界選手権 - 1990年、1994年
  - ワールドカップ - 1991年、1995年、1999年

## 受賞歴
- 1993年 - 第26回日本リーグ 最高殊勲選手賞・ベスト6・レシーブ賞
- 1994年 - 第27回日本リーグ 敢闘賞・ベスト6
- 1994年 - 第43回黒鷲旗 敢闘賞・ベスト6
- 1996年 - 第2回Vリーグ レシーブ賞
- 1996年 - 第46回黒鷲旗 ベスト6
- 1997年 - 第3回Vリーグ ベスト6・特別賞
- 1998年 - 第4回Vリーグ レシーブ賞
- 2000年 - 第6回Vリーグ レシーブ賞・サーブレシーブ賞
- 2002年 - 第8回Vリーグ レシーブ賞・サーブレシーブ賞
- 2003年 - 第9回Vリーグ レシーブ賞・サーブレシーブ賞
- 2004年 - 第10回Vリーグ レシーブ賞・特別賞
- 2006年 - 第55回黒鷲旗 黒鷲賞（MVP）・ベスト6

## 所属チーム

### 選手
- 中京高等学校
- 法政大学
- 富士フイルム・プラネッツ（1992-2002年）
- 東レアローズ（2002-2006年）

### 指導者
- 中京大学
  - コーチ（2009-2010年）
  - 監督（2010年-）
- ジェイテクトSTINGS
  - アドバイザー（2012-2016年）

## 備考
- 元読売ジャイアンツの後藤孝志、元プロサッカー選手の渡邉一平とは、中京高等学校時代の同級生である。